# Herbert Joos
Herbert Joos (* 21. März 1940 in Karlsruhe; † 7. Dezember 2019 in Baden-Baden) war ein deutscher Jazztrompeter bzw. -flügelhornist und Grafiker. Mit seinen fein pastellierten Klangbildern gehörte der Musiker nach Martin Kunzler auch zur Spitzengruppe europäischer Jazzkomponisten.

## Leben und Wirken

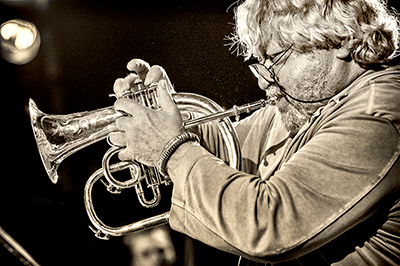
Herbert Joos mit einem Flügelhorn, Foto von Frank Schindelbeck (2014)

Joos, der autodidaktisch und dann mit einem Privatlehrer Trompete gelernt hatte, studierte ab 1958 Kontrabass, bevor er sich auch dem Flügelhorn, dem Baritonhorn, dem Mellophon und dem Alphorn zuwendete.
Seit Mitte der 1960er Jahre gehörte Joos zum Modern Jazz Quintet Karlsruhe, aus dem dann die Gruppe Fourmenonly (mit Wilfried Eichhorn und Rudolf Theilmann) entstand. Anschließend war er Mitglied in verschiedenen Modern- und Freejazz-Formationen (u. a. mit Bernd Konrad, Hans Koller und Adelhard Roidinger bzw. Jürgen Wuchner). Er spielte auf Festivals und dem Free Jazz Meeting Baden-Baden bei einem Flügelhorn-Workshop mit Kenny Wheeler, Ian Carr, Harry Beckett und Ack van Rooyen und machte mit der Soloplatte The Philosophy of the Flügelhorn (1973) auf sich aufmerksam. Außerdem leitete er sein eigenes Bläsertrio, Quartett und Orchester. Die meiste Anerkennung erfuhr er während der 1980er als Mitglied des Vienna Art Orchestra. Seit den 1990er Jahren trat er insbesondere mit dem SüdPool-Projekt auf, aber auch im Duo mit Frank Kuruc sowie in Gruppen von Patrick Bebelaar oder um Michel Godard, Wolfgang Puschnig, Clemens Salesny und Peter Schindler.
Joos spielte einen vollen und warmen Trompetenton, den er mit hörbarer Atemluft (orientiert an der Stimme eines Bluessängers) anraute. Der resultierende warme, kräftige Sound und der romantisch-impressionistische Einfluss, kombiniert mit Affinität zur freien Improvisation, waren seine besonderen Kennzeichen in der europäischen Jazzlandschaft.
Als Graphiker arbeitete Joos häufig auf der Grundlage von hart kontrastierten Fotografien. Einem breiteren Publikum sind seine Musikerporträts (z. B. von Miles Davis) bekannt geworden, die häufig auch auf dem Titelblatt der Zeitschrift Jazz Podium abgedruckt wurden. Daneben war er auch als Buchillustrator (unter anderem für die Autorin Gertrud Fussenegger) und für die Umschläge der Bücher von Joyce Carol Oates tätig.
Joos starb 79-jährig im Dezember 2019 nach einer Operation in Baden-Baden.

## Preise und Auszeichnungen
1984 erhielt Joos den Jazzpreis des Südwestfunks; 2017 wurde er mit dem Ehrenpreis des Jazzpreises Baden-Württemberg für sein Lebenswerk ausgezeichnet.

## Diskographie (Auswahl)
- Daybreak The Dark Side of Twilight (mit Thomas Schwarz, Wolfgang Czelusta und den Streichern des Stuttgarter Symph. Orchesters; Japo 1977)
- Ochsenzoll (mit Michael Naura, Wolfgang Schlüter, Albert Mangelsdorff); Mood Records 1985
- Südpool Jazz Project V Marcia Funebre: The Italian Suite (mit Pino Minafra, Claus Stötter, Sebastian Studnitzky, Frank Heinz, Sebastiano Tramontana, Bernd Konrad, Eugenio Colombo, Ekkehard Rössle, Uwe Werner, Jon Sass, Winfried Rapp, Paul Schwarz, Günter Lenz, Joe Koinzer, Michael Kersting); L+R Records 1994
- The Beauty of Darkness (mit Patrick Bebelaar); 2004
- Bebelaar, Joos, Lenz Book of Family Affairs; HGBS 2013
- Salesny/Schabata/Preuschl/Joos – Jekyll & Hyde; Jazzwerkstatt 2017
- Change of Beauty; Jazzhaus, 2018

## Lexigrafische Artikel
- Ian Carr, Digby Fairweather, Brian Priestley: Rough Guide Jazz. Der ultimative Führer zur Jazzmusik. 1700 Künstler und Bands von den Anfängen bis heute. Metzler, Stuttgart/Weimar 1999, ISBN 3-476-01584-X.
- Martin Kunzler: Jazz-Lexikon. Band 1: A–L (= rororo-Sachbuch. Bd. 16512). 2. Auflage. Rowohlt, Reinbek bei Hamburg 2004, ISBN 3-499-16512-0.